# ジョーダン・マッチ
ジョーダン・ジェームス・エドワード・シドニー・マッチ（Jordon James Edward Sydney Mutch，1991年12月2日 - ）は、イングランド・ダービー出身のサッカー選手。クローリー・タウンFC所属。ポジションはミッドフィールダー。
Kリーグ時代の登録名はマッチ（ハングル: 머치）。

## 経歴

### クラブ
2015年1月、クリスタル・パレスFCと4年契約を結んだ。移籍金は非公表だが推定475万ポンドと報じられた。
2019年2月11日、慶南FCに移籍した。
2020年2月24日、オーレスンFKに加入した。
2021年1月、6か月の契約でウェスタン・シドニー・ワンダラーズFCに加入した。
2021年7月、マッカーサーFCに移籍した。

### 代表
各年代でイングランド代表に選出されている。

## タイトル
カーディフ・シティ
- フットボールリーグ・チャンピオンシップ: 2012–13